# Lolif
Lolif é uma comuna francesa na região administrativa da Normandia, no departamento Mancha. Estende-se por uma área de 12,55 km². Em 2010 a comuna tinha 593 habitantes (densidade: 47,3 hab./km²).